# سنجاب زمینی قطبی
سنجاب زمینی قطبی (نام علمی: Spermophilus parryii) نام یک گونه از سرده دانه‌دوست‌ها است.